# Fairey Rotodyne
Il Fairey Rotodyne era un prototipo di elicoplano sperimentale con rotore tip jet sviluppato dall'azienda aeronautica britannica Fairey Aviation Company Limited negli anni cinquanta.
Il Rotodyne era in altri termini una girodina da trasporto passeggeri.
Per la sua peculiare configurazione, viene talvolta indicato anche come Girodina o elicottero composito.
Nonostante l'interesse suscitato all'epoca e gli ordini iniziali ricevuti, lo sviluppo di questo interessante prototipo venne rallentato e infine arrestato dalla fusione tra la Fairey e la Westland Aircraft.